# XUL

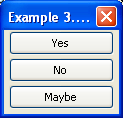
Příklad boxu se třemi tlačítky z Mozilla Developer Center’s XUL

XUL (vyslovováno jako zůl) je zkratka slov XML User Interface Language. Jedná se o formát pro tvorbu multiplatformního grafického rozhraní, který je používán v produktech Mozilla jako například Firefox či Thunderbird. Jeho jedinou kompletní implementací je renderovací jádro Gecko. XUL staví na existujících webových standardech a technologiích jako CSS, JavaScript a DOM, což činí naučení XULu relativně snadné pro lidi znající tyto technologie.
XUL byl používán kromě uživatelského rozhraní Firefoxu a produktů Mozilly také pro tvorbu jejich doplňků (a pro některé aplikace stále je). Podpora XULu pro tvorbu doplňků byla ve Firefoxu 57 nahrazena rozhraním WebExtensions API, které má určitá omezení ve smyslu, co mohou doplňky ve Firefoxu měnit, ale také umožňuje jejich větší samostatnost, kompatibilitu s ostatními prohlížeči nebo oddělení běhu do vlastního procesu. Společně s XBL je XUL nadále používán ve Firefoxu samotném, ale i tam se pracuje na jeho odstranění. Z původních tří set XBL bindingů zbývalo v září 2019 odstranit z Firefoxu sedm XBL a několik .xul souborů, které ale už byly zpracovávány jako obyčejné XHTML soubory.
XUL v určité míře používají také prohlížeče z Firefoxu vycházející.

## Příklad kódu
```
<?xml version="1.0"?>

<?xml-stylesheet href="chrome://global/skin/" type="text/css"?>

<window
 
id=
"vbox example"
 
title=
"Example 3...."

xmlns=
"http://www.mozilla.org/keymaster/gatekeeper/there.is.only.xul"
>

  
<layout>

    
<button
 
id=
"yes1"
 
label=
"Yes"
/>

    
<button
 
id=
"no1"
 
label=
"No"
/>

    
<button
 
id=
"maybe1"
 
label=
"Maybe"
/>

  
</layout>

</window>

```